# Bronice-Kolonia
Bronice-Kolonia – kolonia w Polsce położona w województwie lubelskim, w powiecie puławskim, w gminie Nałęczów.
W latach 1975–1998 miejscowość administracyjnie należała do ówczesnego województwa lubelskiego.
Wieś stanowi sołectwo gminy Nałęczów. Według Narodowego Spisu Powszechnego z roku 2011 wieś liczyła 127 mieszkańców.
Wierni Kościoła rzymskokatolickiego należą do parafii św. Józefa w Markuszowie.